# Verticordia venusta
Verticordia venusta är en myrtenväxtart som beskrevs av Alexander Segger George. Verticordia venusta ingår i släktet Verticordia och familjen myrtenväxter. Inga underarter finns listade i Catalogue of Life.